# キーンレ (小惑星)
キーンレ (1759 Kienle) は小惑星帯に位置する小惑星である。1942年9月11日、ハイデルベルクのケーニッヒシュトゥール天文台でカール・ラインムートが発見した。
ドイツの天文学者ハンス・キーンレ（1895年 – 1975年）に因んで命名された。